# CS Minaur Baia Mare (női kézilabda)
A CS Minaur Baia Mare, vagy CSM Baia Mare egy román kézilabdacsapat, amelynek székhelye Nagybányán van. A HCM Baia Mare jogutódja. A román élvonalban játszik.

## Története
A klubot 2015-ben alapították a HCM Baia Mare csődje után, amelynek jogutódjának tekinthető.

## Játékoskeret
A 2023-2024-es szezon játékoskerete
| Kapusok - 01 Cristina Enache - 16 Clara Preda - 21 Amra Pandžić Balszélsők - 09 Ana Maria Tănasie - 10 Éva Kerekeș Jobbszélsők - 04 Dijana Ujkić - 30 Amalia Terciu - 55 Oana Borș Beállók - 23 Andreea Țîrle - 93 Alba Spugnini | Balátlövők - 11 Sanja Vujović - 13 María Gomes da Costa - 28 Magda Cazanga Irányítók - 05 Amalia Coman - 07 Aleksandra Vukajlović - 22 Luciana Popescu - 33 Amelia Lundbäck Jobbátlövők - 95 Katarina Pavlović - 99 Anca Mițicuș (c) |

### Átigazolások
A 2023-2024-es szezont megelőzően:
| Érkezők - Amalia Coman (az SCM Râmnicu Vâlcea csapatától) - María Gomes da Costa (a BM Remudas csapatától) - Alba Spugnini (a BM Remudas csapatától) - Amelia Lundbäck (a Skuru IK csapatától) - Katarina Pavlović (a CSM Târgu Jiu csapatától) | Távozók - Andreea Popa (a HC Dunărea Brăila csapatához) - Itana Čavlović - Aleksandra Zych - Talita Alves Carneiro |

## A klub történetének nevesebb játékosai
- Ana Maria Măzăreanu
- Anca Polocoșer
- Andreea Popa
- Angela Cioca
- Camelia Hotea
- Cristina Ciaușescu
- Cristina Laslo
- Larisa Tămaş
- Mădălina Conache
- Oana Bondar
- Oana Cîrstea
- Roxana Szölösi
- Sonia Seraficeanu
- Jelena Lavko
- Jovana Kovačević
- Itana Čavlović
- Marija Shteriova
- Iaroslava Burlachenko
- Aleksandra Zych
- Paulina Masna
- Sylwia Lisewska
- Helena Ryšánková
- Filippa Idéhn
- Linn Blohm
- Mikaela Mässing
- Larissa Araújo
- Talita Alves Carneiro
- Asuka Fujita